# B-DASH
B-DASH（ビーダッシュ）は、日本のロックバンド。1997年に結成。2017年に解散。

## メンバー
GONGON（本名：菅原勇太、1977年（昭和52年）8月21日 - 2024年（令和6年）7月5日）
ヴォーカル、ギター担当。解散後は自身が主催するGONGON Recordsにてさまざまなユニットに所属し楽曲配信を行っている。
TANAMAN（本名：田中和彦、1979年（昭和54年）11月21日 - ）
ベース、コーラス担当。
ARASE（本名：荒瀬卓也、1979年（昭和54年）12月29日 - ）
ドラム、コーラス担当。
他にGONGONの弟で、マスコットキャラ「トニオちゃん」やジャケットのイラストレーションを手掛けるSOTA（本名：菅原壮太、「平和島」では作詞も担当）が、GOLDEN MEMBERとしてクレジットされている。
また、一時的にもう1人のギター担当としてIMANISHIというメンバーが在籍していた期間もあった。
解散後、2019年6月にTANAMAN、ARASE、IMANISHIの3人で、新バンド「ADIOS MOTHERFUCKER」を結成している。

## 概要
「適当アドリブめちゃくちゃ語」に代表される日本語でも英語でもない意味不明な歌詞が最大の特徴。外部作家が手がけたある程度意味の通った日本語詞の楽曲も存在する。初期には英語詞の曲も存在するが、「Get It Way」では前半は英語の教科書から例文を抜いて作った英詞で構成されている（後半はGONGON曰く『抜き出す例文がなくなった』ということでアドリブになっている。）。「適当めちゃくちゃ語アドリブ」は、GONGON曰く「洋楽の歌詞が書けないので英語っぽく唄っている」、「言葉という概念を捨て、音として聴いてほしい」と、さまざまな理由を雑誌のインタビューで発言している。
パンクを軸としながらも時折メタリックかつラウドなリフ、グルーブやスカを取り入れるなどオルタナティブなサウンドが特徴。
「1番、2番」、「Aメロ、Bメロ、サビ」のような形式に捉われず、変化に富んだ楽曲「SECTOR」をはじめ、POPでキャッチーなものから、青春パンク・メロコアや7弦ギターを使用したラウドロック・ハードコア・ミクスチャーロック等の重厚なヘビーサウンドまで幅広いが、どれが基本なのかは不明である。

## 来歴

### 結成〜インディーズデビュー
SOTA、TANAMAN、ARASEの三人で「HAGUKI」を結成 するが、後にSOTAが脱退し、TANAMANがGONGON（当時はYUTA名義）をバンドに誘い、バンド名も"HAGUKI-DASH"に改名した。この時期にはテレビ神奈川の情報番組『saku saku morning call』のコーナーの1つ「saku saku バンド道場」に出演を果たしている。また、音楽情報TV番組「HANG-OUT」のスタジオLIVEコーナー"SESSIONS"に出演し、多数の反響を得る。1999年、バンド名を「B-DASH」に改名し、マキシシングル『ENDLESS CIRCLE』を発表した（インディーズ時代に発表したシングルはこの作品のみである。）。
同年12月に初のミニ・アルバムである『FREEDOM』をリリースした。この作品からB-DASHの特徴の1つである意味不明な歌詞で綴られた楽曲が登場する。2001年にリリースされたファーストアルバム『○（マル）』は、インディーズながらオリコン初登場4位をマークした。同時期にサポートギタリストとして参加していたIMANISHIが正式に加入した。

### メジャーデビュー〜結成10周年
2002年6月、2ndシングル『ちょ』のリリースに伴い、メジャーデビューを果たした。同年7月にはワープド・ツアーに参加した。同年8月にリリースされた2ndアルバム『ぽ』はオリコンインディーズチャート1位を獲得し、25万枚のセールスを記録した。同年9月には3rdシングル『平和島』を発表した。表題曲「平和島」は日本語詞のみで綴られており、全日本語詞の楽曲がシングルの表題曲となったのは今作が初となる。同時期にツアー「ぱ ぴ ぷ ぺ ぽ ツアー 2002」を行うが、ツアーファイナルを以ってIMANISHIの脱退を発表した。
2003年8月13日、通算5枚目のシングルとなる予定だった『情熱たましい』が発売中止になった。この発売について、TSUTAYAのフリーペーパー「V.A.」に特集記事が載っていた（ジャケットも決定していた）。収録曲は、後述の3rdアルバムに収録された。同年10月22日に発売したシングル『目覚めよニッポン!』の3曲目には、お笑いコンビのナインティナインがパーソナリティを務めていたニッポン放送系の深夜放送、『ナインティナインのオールナイトニッポン』（木曜深夜25:00 - 27:00）のジングルが収録されており、ナインティナインの二人の声が入っている。また、同ジングルは彼らの曲が番組内で使用されており、「オールナイトニッポン」のオリジナル曲である（※番組内では「情熱たましい」、「埴生の宿」などをベースに番組用にアレンジしたBGMも使用されている）。更には同番組のノベルティグッズ「岡ニオ」（岡村）、「矢部ニオ」（矢部）を作成した。
2004年2月には3rdアルバム『ビッグ ブラック ストア (連絡しろ)』をリリースし、同年10月に初となるベストアルバム『B-DASH BEST』を発表した。選曲はメンバーが行っている。同年11月には6thシングル『ハーコー』をリリースした。表題曲である「ハーコー」は、Vodafone 3GのTV-CM キャンペーン・ソングとして使われた。
2005年8月には、プロデューサーとして屋敷豪太を迎え入れ製作された4thアルバム『NEW HORIZON』を発表した。同アルバムの表題曲である「NEW HORIZON」はいしわたり淳治（ex.SUPERCAR）が歌詞を手掛けている（いしわたりは後に7thシングル『Let's Collabo』の収録曲「Oh my love」でも歌詞提供を行っている。）。今作ではインスト曲を除き、全て日本語詞のみの楽曲で構成されている（ただし、日本語詞のみに絞った意図については特に拘りはないとGONGONは発言している）。約1年後にリリースされた5thアルバム『パンパカパン』では再び「適当めちゃくちゃ語アドリブ」で綴られた楽曲が収録された。同アルバムのリリースに伴うツアー「バスツアー2006」が行われる予定だったが、GONGONが左自然肺気胸を発症し、延期となった。
2007年に結成10周年を迎えるにあたり、アルバム『LEAD SONG COLLECTION』を発表する。事実上は二度目のベストアルバムであるが、この作品はリード曲だけを中心に選曲したものとなっている。同年11月には3rdミニアルバム『ミニ5』をリリースした。

### 度重なるレーベル移籍〜解散
2009年にはハドソン・ミュージックエンタテインメントに移籍し、8thシングル『カマたまご』をリリースした。表題曲「カマたまご」は髙橋ヒロシの漫画作品である『クローズ』、『WORST』へのトリビュート曲として作られた。
2010年3月に三度目となるベストアルバム『オールタイムベスト』をポニーキャニオンからリリースした。このベストアルバムの選曲はメンバーだけでなく、彼らと親交のある人物も携わっており、選曲者として奥田民生やマキシマムザ亮君（マキシマム ザ ホルモン）、細美武士といったミュージシャンの他に、総合格闘家の川尻達也やDJのピストン西沢、さらにマスコット・キャラクターの「トニオちゃん」や漫画『WORST』の登場人物:花木 九里虎が参加している。また、同年6月には同じくポニーキャニオンから、2ndアルバム『ぽ』、3rdアルバム『ビッグ ブラック ストア (連絡しろ)』の再発盤をリリースしている。
2013年5月にはSugahara Projectから6thアルバム『 E' 』をリリースした。フル・アルバムかつ新作としてのリリースは7年ぶりである。2015年にはEXIT TUNESに移籍し、翌年2月17日に7thアルバム『EXPLOSION』を発表した。今作のジャケットのアートワークはU井T吾が出がけており、収録曲「GET POW」を初音ミクに歌唱させるといった試みが行われた。
しかし、結成20周年かつ6thアルバムの発売から1年後にあたる2017年2月17日に解散する声明を発表した。

## ディスコグラフィー

### シングル
|     | 発売日         | タイトル          | 規格品番                                           | 備考                                             |
| --- | -------------- | ----------------- | -------------------------------------------------- | ------------------------------------------------ |
| 1st | 1999年5月20日  | ENDLESS CIRCLE    | LTDC-004                                           | i hate records/Limited Records                   |
| 2nd | 2002年6月26日  | ちょ              | POCE-8700                                          | PQ Records オリコン最高6位、登場回数10回         |
| 3rd | 2002年9月25日  | 平和島            | POCE-8702                                          | XTRA LARGE RECORDS オリコン最高6位、登場回数17回 |
| 4th | 2003年5月21日  | SECTOR            | XLCN-71002                                         | XTRA LARGE RECORDS オリコン最高10位、登場回数9回 |
| 5th | 2003年10月22日 | 目覚めよニッポン! | XLCN-72003                                         | XTRA LARGE RECORDS オリコン最高13位、登場回数5回 |
| 6th | 2004年11月25日 | ハーコー          | XLCN-71012                                         | PQ Records オリコン最高21位、登場回数11回        |
| 7th | 2006年3月15日  | Let's Collabo     | PQRC-0002                                          | PQ Records オリコン最高40位、登場回数6回         |
| 8th | 2009年5月20日  | カマたまご        | QWCH-00007:初回生産限定盤 QWCH-00007X:初回特典封入 | HUDSON MUSIC ENTERTAINMENT オリコン最高96位      |

### ミニアルバム
|     | 発売日         | タイトル | 規格品番                | 備考                                    |
| --- | -------------- | -------- | ----------------------- | --------------------------------------- |
| 1st | 1999年12月1日  | FREEDOM  | LTDC-008:CD LTDA-006:LP | i hate records/Limited Records          |
| 2nd | 2005年4月13日  | ホフ     | XLCN-71013              | PQ Records オリコン最高7位、登場回数9回 |
| 3rd | 2007年11月14日 | ミニ5    | PQRC-0005               | PQ Records オリコン最高97位             |

### アルバム
|     | 発売日                           | タイトル                          | 規格品番                   | 備考                                                              |
| --- | -------------------------------- | --------------------------------- | -------------------------- | ----------------------------------------------------------------- |
| 1st | 2001年8月15日                    | ○                                 | LTDC-025                   | オリコン最高4位、登場回数7回                                      |
| 2nd | 2002年8月7日 2010年6月16日(再発) | ぽ                                | POCE-8701 PCCA-50161:再発  | XTRA LARGE RECORDS/ポニーキャニオン オリコン最高3位、登場回数30回 |
| 3rd | 2004年2月4日 2010年6月16日(再発) | ビッグ ブラック ストア (連絡しろ) | XLCN-71003 PCCA-50162:再発 | XTRA LARGE RECORDS/ポニーキャニオン オリコン最高5位、登場回数11回 |
| 4th | 2005年8月17日                    | NEW HORIZON                       | PQRC-0001                  | PQ Records                                                        |
| 5th | 2006年8月2日                     | パンパカパン                      | PQRC-0003                  | PQ Records オリコン最高30位、登場回数5回                          |
| 6th | 2013年5月15日                    | E'                                | BDCD-1001                  | Sugahara Project オリコン最高72位                                 |
| 7th | 2016年2月17日                    | EXPLOSION                         | QWCE-00569                 | EXIT TUNES オリコン最高214位                                      |

## タイアップ一覧
| 使用年 | 曲名         | タイアップ                                                     |
| ------ | ------------ | -------------------------------------------------------------- |
| 2002年 | ちょ         | テレビ東京系『HANG OUT』オープニングテーマ                     |
| 2002年 | ちょ         | テレビ朝日系『ぷらちなロンドンブーツ』エンディングテーマ       |
| 2002年 | 愛するPOW    | テレビ東京系『HANG OUT』エンディングテーマ                     |
| 2002年 | 平和島       | テレビ東京系『HANG OUT』オープニングテーマ                     |
| 2003年 | SECTOR       | テレビ朝日系『ぷらちなロンドンブーツHIGH↑』オープニングテーマ  |
| 2004年 | ハーコー     | vodafone「3Gケータイ」キャンペーンCMソング                     |
| 2005年 | ピコ         | 毎日放送「MUSIC EDGE + Osaka Style」オープニングテーマ         |
| 2006年 | コントレイル | テレビ東京系『ブログの女王』オープニングテーマ                 |
| 2009年 | カマたまご   | 漫画「WORST」コラボレーションソング                            |
| 2013年 | 嵐コンバイン | 毎日放送『ロケみつ ザ・ワールド』2013年6月度エンディングテーマ |

## ミュージックビデオ
| 監督                      | 曲名                                                                                                 |
| ------------------------- | --- |
| 末吉のぶ                  | 「NEW HORIZON」                                                                                      |
| 末吉のぶ & アオキリョウジ | 「Let's Collabo」                                                                                    |
| 鈴木立樹                  | 「ぺ様」「コントレイル」「ピコ」                                                                     |
| SOTA                      | 「ENDLESS CIRCLE '07 MIX」「HOHOI」「SECTOR (LIVE Ver.)」「ハーコー」「愛するPOW (LIVE Ver.)」「炎」 |
| SOTA/TN                   | 「目覚めよニッポン!」                                                                                |
| 手塚一紀                  | 「ハーコー (LIVE Ver.)」                                                                             |
| 東小野誠                  | 「ありがとう」                                                                                       |
| マサオ(MASAO)             | 「SECTOR」「ちょ」「やまびこ」「愛するPOW」「情熱たましい」「梅抹茶／メロディック本門寺」「平和島」  |
| 横山大平                  | 「野球」                                                                                             |
| MASAHITO YOSHIDA          | 「平和島 (PREMIUM LIVE Ver.)」                                                                       |
| 不明                      | 「Race Problem」「カマたまご」「嵐コンバイン」「雑草くん」「保釈王」「M-11」                         |

## 主なライブ

### ワンマンライブ・主催イベント
- 2002年 - ぱ ぴ ぷ ぺ ぽ TOUR 2002
- 2003年 - B-DASH JAPAN TOUR 2003
- 2004年 - B-DASH PREMIUM LIVE IN GANTIC
- 2004年 - B-DASH TOUR 2004「ビッグ ブラック ストア（全員集合！！）」
- 2005年 - B-DASH presents "SERVICE"
w/ELLEGARDEN/ガガガSP
- 2005年 - B-DASH シュワルツアー 2005
w/10-FEET/モンゴル800/ELLEGARDEN/ガガガSP/SNAIL RAMP
- 2006年 - B-DASH presents "SERVICE 2〜パンパカパンレコ発〜"
w/マキシマム ザ ホルモン/nobodyknows+
- 2006年 - パンパカパン2006
- 2007年 - 10th Anniversary "温泉バスツアー2007"♨
w/Switch Front-Side 180/ELLEGARDEN/ガガガSP/モンゴル800/PE'Z/ムラマサ☆/TRICERATOPS/NOT REBOUND
- 2007年 - 10th Anniversary "温泉バスツアー2007+α" ～ミニ5レコ発～
- 2008年 - 東名阪ワンマンツアー「B-DASH単独公演『3連発ツアー2008』」
- 2009年 - B-DASH presents "SERVICE 3～CROWS×WORST～"
w/10-FEET/Scott Murphy
- 2010年 - B-DASH presents "SERVICE 4〜ALL TIME BEST〜"
w/SHAKA LABBITS/Base Ball Bear
- 2010年08月30日 - B-DASHの8時だよ! カケコミシェルター 〜SERVICE4後夜祭〜
- 2011年02月28日 - B-DASHの8時だよ! 全員カケコミシェルター vol.2
- 2011年07月28日 - B-DASH presents "SERVICE 5"
w/モンゴル800/サンボマスター
- 2011年09月02日 - B-DASH presents "FRIDAY NIGHT FEVER"
w/T.C.L/LINK/MEANING/ASSHOLE UNITE/DJ：雄大
- 2011年12月07日 - B-DASHの8時だよ! 全員カケコミシェルター vol.3
- 2012年03月29日 - B-DASH presents "木曜 NIGHT FEVER vol.2"
w/knotlamp/FLiP/HEY-SMITH/DJ：雄大
- 2012年07月06日 - B-DASHの8時だよ! 全員カケコミシェルター 15周年スタート～！
- 2012年11月17日〜12月16日 - B-DASH 結成15周年ツアー 「か・・かか・・・・かぺぺぺ・・・」
w/mudy on the 昨晩/SNAIL RAMP/さめざめ/Blank/SHAMO/UZUMAKI/3style/LAUGHROIL/ミライライト/RONDONRATS。/コザック前田/SABOTEN/FUNKIST
- 2013年05月03日 - B-DASH presents 「SERVICE SPECIAL EDITION」
w/BABYLON PANIC / junnos / room12 / SHAKA LABBITS / カヨコ / トライアンパサンディ / 空きっ腹に酒
- 2014年09月12日 - B-DASH presents 『かけこみしぇるた〜2』
- 2015年01月30日 - B-DASH presents 『かけこみしぇるた〜2』vol.2
- 2015年04月25日 - B-DASH presents 『かけこみしぇるた〜2』vol.3 特別編 ARASEの逆襲
w/DJ:IIDA TETSUJI aka DJ邪悪
- 2016年03月12日〜05月08日 - TOUR 2016 -EXPLOSION-

### 出演イベント
- 2002年08月18日 - SUMMER SONIC 2002
- 2002年10月18日 - MINAMI WHEEL 2002
- 2002年12月30日 - TVKテレビ開局30周年記念 LIVE DI:GA SPECIAL 2002 ACT:I
- 2003年08月01日 - ROCK IN JAPAN FESTIVAL 2003
- 2003年08月09日 - SETSTOCK'03
- 2003年08月10日 - The Tug of Rock'n Roll 03
- 2003年08月23日 - MONSTER baSH 2003
- 2003年12月29日 - COUNTDOWN JAPAN 03/04
- 2004年04月24日 - JET FES
- 2004年07月19日 - 2004 LIVE FACTORY 721
- 2004年08月06日 - ROCK IN JAPAN FESTIVAL 2004
- 2004年08月07日 - SUMMER SONIC 2004
- 2004年08月13日 - RISING SUN ROCK FESTIVAL 2004 in EZO
- 2004年08月22日 - MONSTER baSH 2004
- 2004年12月31日 - COUNTDOWN JAPAN 04/05
- 2005年05月28日 - 湘南音祭 Vol.0
- 2005年08月05日 - ROCK IN JAPAN FESTIVAL 2005
- 2005年08月29日 - TREASURE052 2005 ～the greatest riot 1st day～
- 2005年12月29日 - COUNTDOWN JAPAN 05/06
- 2006年05月13日 - GOING KOBE 06
- 2006年08月04日 - ROCK IN JAPAN FESTIVAL 2006
- 2006年08月13日 - SUMMER SONIC 2006
- 2006年08月17日 - ZEBRAHEAD JAPAN TOUR
- 2006年08月29日 - TREASURE052 2006 ～burning diamonds～
- 2006年09月24日 - 第五回釈迦兎寄合
- 2007年01月01日 - COUNTDOWN JAPAN 06/07
- 2007年04月01日 - PUNKSPRING 2007
- 2007年07月07日 - 湘南音祭 Vol.1
- 2007年07月19日 - 蓮沼2007 裏
- 2007年07月19日 - DOUBLEHEADER@ZEPP LEAGUE『TRIPLEHEADER SPECIAL!!!』
- 2007年12月29日 - COUNTDOWN JAPAN 07/08
- 2008年03月30日 - BOMB FACTORY "GREATEST HITS" TOUR 2008
- 2008年06月14日 - SHAKALABBITS 第六回釈迦兎寄合スペシャル
- 2008年07月12日 - ORANGE RANGE presents テレビズナイト08 ～何かやりたくて夏～
- 2008年07月20日 - 大船渡ロックフェスティバル'08
- 2008年08月01日 - ROCK IN JAPAN FESTIVAL 2008
- 2008年08月31日 - TREASURE05X 2008 ～the greatest riot returns～
- 2008年11月23日・25日 - 9mm Parabellum Bullet VAMPIRE EMPIRE TOUR 08/09
- 2008年12月10日・11日・13日・14日 - 四国ライブハウス巡業の旅～road to MONSTER baSH～
- 2008年12月27日 - ROCKEATER
- 2008年12月31日 - COUNTDOWN JAPAN 08/09
- 2009年01月19日 - WESTSIDE Express
- 2009年01月20日 - 新春スペシャル
- 2009年02月11日 - DIENOJI ROCK FESTIVAL DRF4 "for music,for Rock'n Roll,for smile,and for YOU"
- 2009年02月21日 - LAFSTYLE vol.7
- 2009年03月20日・22日・24日・26日 - Base Ball Bear LIVE MATHEMATICS TOUR09
- 2009年04月12日 - LionFESTA vol.22
- 2009年04月16日 - 10-FEET 1sec. TOUR 2009
- 2009年04月29日 - GOING KOBE 09
- 2009年04月30日 - GOING KOBE 09 後夜祭
- 2009年05月22日 - RIZE × B-DASH
- 2009年07月19日 - KESEN ROCK FESTIVAL'09
- 2009年08月02日 - ROCK IN JAPAN FESTIVAL 2009
- 2009年08月06日 - TREASURE05X 2009 ～imagination from nothing 1st day～
- 2009年08月09日 - SUMMER SONIC 2009（「Scott Murphy meets B-DASH」として出演）
- 2009年09月25日・26日・30日 - Scott Murphy meets B-DASH JAPAN TOUR
- 2009年10月24日 - 10-FEET Life is sweet tour 2009-2010
- 2009年10月25日 - GLORY HILL Signs TOUR 2009
- 2009年10月29日 - 福岡大学 七隈祭 前夜祭
- 2009年10月31日 - LAFSTYLE vol.9
- 2009年11月07日 - 三重大学 学園祭
- 2009年11月22日 - 東洋大学(朝霞キャンパス) 学園祭 ASAKA ROCK FESTIVAL '09
- 2009年12月31日 - COUNTDOWN JAPAN 09/10
- 2010年01月17日 - HAVE A NICE DAY!!! 2
- 2010年03月28日 - Northern19 "SMILE TOUR 2010"
- 2010年05月27日 - GLORY HILL 2010『Stay Blue』TOUR
- 2010年08月08日 - ROCK IN JAPAN FESTIVAL 2010
- 2010年08月13日 - TREASURE05X 2010 ～BURNING BEAT～
- 2010年09月12日 - ガンギマナイト 6th Anniversary
- 2010年09月26日 - 蓮沼2010 supported by TOHOgakuen
- 2010年11月07日 - LAFSTYLE vol.10
- 2010年11月20日 - 名古屋工業大学 学園祭
- 2010年11月27日 - Jackson vibe presents 『VIBE其の九』
- 2010年11月28日・12月03日・12月11日 - GLORY HILL 「Break the deadRock VOL.1」
- 2010年12月31日 - COUNTDOWN JAPAN 10/11
- 2011年04月09日 - SNAIL RAMP presents "SCRAMBLE!!!" VOL.11
- 2011年05月04日 - JAPAN JAM 2011(ゲスト:白井幹夫, ROCK DOGG)
- 2011年05月07日 - ロックの学園WEST ～お好み! 串カツ!! ロックンロール!!!～「チャリティライブ～PLAY FOR JAPAN～」
- 2011年05月17日・26日 - ガガガSP ツアー2011　デビュー10周年 それがどーした！
- 2011年05月29日 - ミライライト presents FANTASTIC LIGHTS vol.1
- 2011年06月11日 - G-YUN LIVE TOUR Get The Message
- 2011年06月24日 - Northern19 ～HEART ACHING ROBOTS ARE UNITED TOUR～
- 2011年07月23日 - TEENS ROCK IN HITACHINAKA 2011
- 2011年08月07日 - ROCK IN JAPAN FESTIVAL 2011
- 2011年10月12日 - MEANING presents "MEANING to be here... vol.18"
- 2011年10月13日 - FLiP 自主企画ライブ 「RESPECT vol.1」
- 2011年11月11日 - Northern19 "FINE AUTUMN TOUR"
- 2011年11月13日 - knotlamp Bridges We've Dreamed TOUR 2011-2012
- 2011年11月26日 - SOUND OF MAGIC×GOLDEN SKA BEAT『MONSTER PARTY』
- 2011年11月27日 - AUTHORITY ZERO JAPAN TOUR 2011
- 2011年12月11日 - HEY-SMITH Presents "HAZIKETEMAZARE FESTIVAL 2011"
- 2011年12月31日 - COUNTDOWN JAPAN 11/12
- 2012年01月28日 - 打首獄門同好会企画「お歌詞祭りWWW」
- 2012年03月18日 - THROUGH THE TREASURE 2012
- 2012年03月19日 - Northern19 VS B-DASH
- 2012年03月20日 - SANUKI ROCK COLOSSEUM～BUSTA CUP 3rd round～
- 2012年05月01日・26日・27日 - EGG BRAIN 50 PUSH!! ALL AROUND JAPAN TOUR
- 2012年06月16日 - GEEKSTREEKS&ピストル・ディスコpresent's Collect Disco VOL.02
- 2012年07月01日 - EGG BRAIN 50 PUSH!! ALL AROUND JAPAN TOUR
- 2012年07月03日 - knotlamp Across my world TOUR 2012
- 2012年10月07日 - CAFFEINE BOMB TOUR 2012
- 2012年11月06日 - 10-FEET "thread" TOUR 2012-2013
- 2012年11月18日 - 崇城大学「第44回井芹祭」
- 2012年11月29日 -ドギマズン〜謝肉祭〜vol.1
- 2012年12月24日 - RONDONRATS。 presents NEW STANDARD vol.★merry merry X'mas in TOKYO Xmas仮装でおいでやす♪
- 2012年12月29日 - COUNTDOWN JAPAN 12/13
- 2013年02月09日・10日 - SABOTEN WHITE POOL 観光TOUR
- 2013年03月15日 - 「MUSIC METRO.」presents MUSIC METRO vol.1
- 2013年05月12日 -トライアンパサンディ presents【サンカクTASアンド Vol.1 -"PLANET of the TRIAMPERSAND" Release Party-】
- 2013年05月25日・26日 - HEY-SMITH "Now Album" JAPAN TOUR.
- 2013年07月07日 - KITAZAWA TYHOON 2013
- 2013年07月13日 - サイトウヒロシ50周年イノチガケ的大感謝祭
- 2013年07月20日 - FREEDOM NAGOYA 2013
- 2013年08月11日 - 15th Anniversary STANCE PUNKS MANIA TOUR
- 2013年08月17日 - SUMMER FEVER
- 2013年09月08日 - FUNNY control
- 2013年09月20日 - B-DASH ロングセットライブ !!
- 2013年09月21日 - MASTER COLISEUM'13
- 2013年10月05日 - keep on smiling 2013
- 2013年10月25日 - HAKAIHAYABUSA presents 【三都物語】 ～福ロック～
- 2013年11月03日 - 東日本大震災復興イベント "KIZUNARI～good vibes～2013"
- 2013年11月17日 - GRANDLINE 2013
- 2013年11月30日 - RYO CARNIVAL
- 2013年12月14日 - I-SREAM NIGHT Vol.5
- 2013年12月31日 - COUNTDOWN JAPAN 13/14
- 2013年12月31日 - LIVE DI:GA JUDGEMENT2013
- 2014年01月25日 - BOMB FACTORY "RAGE AND HOPE" TOUR 2014
- 2014年03月01日 - ガガガSPツアー2014 『くだまき男の飽き足らん生活』
- 2014年03月06日 - SUNSET BUS "3.6MILK"レコ発パーティー！
- 2014年03月08日 - HOMIES vol.101
- 2014年03月23日 - 下北沢ReG 4th Anniversary LIVE 『FANTASTIC TOYBOX』
- 2014年04月19日 - SEBASTIAN X presents 「TOKYO春告ジャンボリー2014」
- 2014年05月06日 - STANCE PUNKS presents 火の玉宣言vol.42 ～STANCE PUNKS vs B-DASH～
- 2014年06月12日 - サカセエレンOR presents 『サカセノエン～梅雨祭編～』
- 2014年07月26日 - 【Save the Birthday2014】-5th Anniversary SPECIAL LIVE-
- 2014年07月27日 - GRANDSLAM -京都編- DAY.2
- 2014年08月09日 - ROCK IN JAPAN FESTIVAL 2014
- 2014年09月20日 - WEGO 原宿コセイEXPO　LIVE EVENT
- 2014年09月21日 - EASTSIDEROCKERZ pre PUNK AROUND THE WORLD VOL.34 ☆8TH ANNIVERSARY☆
- 2014年10月25日 - SABOTEN presents AFRICAN NIGHT SPECIAL
- 2014年11月15日 - 鳴門教育大学 鳴潮祭
- 2014年12月04日 - 『JUST TAKE A LOOK』 CHIBA LOOK 20+5th ANNIVARSARY
- 2014年12月06日 - 大人のワルノリ ～アソビゴエ初ワンマンLIVE 遂にやってしまうのだ!!編～
- 2014年12月20日 - THE ADAM'S APPLES & BOB pre.ミニアルバムリリース記念イベント "ISM"
- 2014年12月30日 - "HOMIES" vol.117 -2014 FINAL-
- 2014年12月31日 - COUNTDOWN JAPAN 14/15
- 2015年02月25日・26日 - MIX UP SPECIAL!!
- 2015年05月03日・04日 - ガガガSP 全国行脚ツアー2015 「ガガガを聴いたらコンニチワ！！」
- 2015年05月23日 - ともしび音楽祭～2015～春
- 2015年05月24日 - CLUB REON 5th Anniversary「HARD ENOUGH」
- 2015年06月07日 - WALL 16th Anniversary!! ヤーマン聖志 presents [初台ヤーマンジャンボリー vol.25]
- 2015年06月26日 - TEPETORA vol.111 [LOCAL CONNECT「過去ツナグ未来」リリースツアー]
- 2015年06月27日 - 宮川企画「マイセルフ、ユアセルフ」
- 2015年07月18日 - 阿智ファームライブ Vol.2～祝☆駒ヶ根G-Studio NIRVASHオープン2周年記念 「カオス or コスモス 第1幕」
- 2015年08月08日 - GOOFY'S HOLIDAY "REASON tour"
- 2015年09月07日 - I Like Mondays. ～1st Monday.～
- 2015年09月19日 - Big1Project 夏の陣 ハジけろ!! 泡PUNK
- 2015年10月17日 - LINK presents 「Bright Lights,Big City vol.3」
- 2015年11月14日 - SHOT DEAD KIDS TOUR FINAL
- 2015年12月10日 - CAVE-BE presents ふぞろいな3マン
- 2016年01月09日 - WONDERGROUND2016
- 2016年01月23日 - STANCE PUNKS「P.I.N.S JAPAN TOUR」
- 2016年03月19日 - 「STANCE PUNKS P.I.N.S JAPAN TOUR」＆「POT"MISH MASH"TOUR2016」
- 2016年03月21日 - TOWER RECORDS SHIBUYA×Shimokitazawa ERA「CIRCLE Vol.4」
- 2016年04月16日 - ズッキーニロックフェスティバル'16
- 2016年07月16日 - ここにしかないふぇす 2016
- 2016年07月17日 - ANTI-CLOCKWISE x NOISE UNION JAPAN records presents
- 2016年08月21日 - SAME ROCK FES'16
- 2016年09月18日 - 焼來肉ロックフェス2016 in 南信州・飯田
- 2016年10月02日 - MOSH OF FORCE
- 2016年10月15日 - KITAZAWA TYPHOON 2016
- 2017年01月08日 - 新春NIRVA LIVE大作戦！